# Sweden Rock Festival
Das Sweden Rock Festival ist ein seit dem 6. Juni 1992 in Schweden jährlich stattfindendes Musikfestival, auf dem hauptsächlich Bands und Künstler aus den Bereichen Rock, Punk und Metal auftreten. 2011 wurde es von etwa 35.000 Menschen besucht.

## Geschichte
Der Gründer Ingolf Persson veranstaltete am 6. Juni 1992 erstmals ein eintägiges Festival unter dem Namen Summer Festival im schwedischen Olofström, Headliner war Nazareth und die Veranstaltung verzeichnete rund 2500 Besucher. Aufgrund des unerwarteten Erfolgs fand das Sweden Rock im folgenden Jahr auf einem größeren Areal in Karlshamn statt, wurde in Karlshamn Rock Festival umbenannt und auf zwei Tage erweitert. Nachdem im Jahr 1996 mit 7500 Besuchern die Kapazität des Festivalgeländes in Karlshamn erstmals erschöpft war, wurde ein neues Gelände gesucht und das Sweden Rock findet unter diesem Namen seit 1998 in Norje nahe Sölvesborg statt. Im Jahr 2000 wurde Michael Ivarsson mit der Organisation des Festivals betraut, eigenen Angaben zufolge waren die bis dahin verantwortlichen Veranstalter reine Investoren, während er das nötige Know-how aus dem Musikgeschäft mitbrachte.
2003 bis 2007 wurde die dreitägige Dauer etabliert, seit 2008 dauert das Festival vier Tage, an denen etwa 120 verschiedene Bands und Künstler auftreten. Mittlerweile gehört das Sweden Rock mit über 30.000 Besuchern zu den bedeutendsten Rock-/Metal-Festivals der Welt.

## Beteiligte Bands

### 1992
Das Festival fand am 6. Juni 1992 statt.
Goda Grannar, Madgic Crowd, M.ill.ion, Nazareth, Peps Persson, The Sinners, Steve & the Lloyds, Stonecake, Sweet Little Company, Wishbone Ash

### 1993
Das Festival fand in der Zeit vom 11. bis 12. Juni 1993 statt.
Bachman-Turner Overdrive, Backstage Queen, Björnsson, Bombyces Bryggeri, The Boppers, Bryngelsson Blues, Blend, Clawfinger, Crossroad Jam, Dragonflies in Bloomers, Hof's, The Hooters, Frank Marino & Mahogany Rush, John Mayall & the Bluesbreakers, Nine Below Zero, Peps Blodsband, Something, Stars on Mars, T for Trouble

### 1994
Das Festival fand in der Zeit vom 10. bis 11. Juni 1994 statt.
Bazooka, Blackfoot, Blues Bag, Brainpool, Caamora, Deep Purple, Dia Psalma, Electric Boys, Lisa Ekdahl, Emeth, Green, Joddla med Siv, KSMB, Mountain, Pride and Glory, Red Cloud, Sinn Fenn, Skintrade, The Sweet, Underdog, Uriah Heep, Sven Zetterberg & Chicago Express

### 1995
Das Festival fand in der Zeit vom 16. bis 17. Juni 1995 statt.
Abstrakt Algebra, Black Sabbath, bob hund, Billy Bremner & The Refreshments, Lars Demian, Electric Eskimoes, Fairport Convention, Flaped Forge, Fleetwood Mac, Freak Kitchen, Jukka Tolonen Band, Kashmir, Kent, Led Zeppelin Jam, Los Stjärtgroggs, Mary Beats Jane, Planet Waves, The Pogues, The Quill, Sator, Sky High, Spiritual Beggars, Pat Travers, Trouble, Urban Turban, Vitality, W.E.T., Rolf Wikström

### 1996
Das Festival fand in der Zeit vom 14. bis 15. Juni 1996 statt.
Blues Bag, Bo Wilson Band, Creedence Clearwater Revisited, Deep Purple, Dizzy Mizz Lizzy, Drain STH, Joe D'ursu, Freak Kitchen, Garmarna, The Georgia Satellites, Kent, Uffe Larsson, Llashram, Lynyrd Skynyrd, Naked, Sigge Hill, Sinn Fenn, Status Quo, Stefan Sundström

### 1997
Das Festival fand in der Zeit vom 13. bis 14. Juni 1997 statt.
Alfheims, The Blues Band, Chris Jagger Zydeco Band, Cross Eyed Mary, Dublin Fair, Freak Kitchen, Goda Grannar, The Hellacopters, Staffan Hellstrand, Innocent Blood, Led Zeppelin Jam, Locomotive Breath, Mick Taylor All Star Band, Molly Hatchet, M-Train, Nazareth, Nomads, Overdrive, Saxon, Simon Bolivar, Ten Years After

### 1998
Das Festival fand in der Zeit vom 5. bis 6. Juni 1998 statt.
Alice Cooper, Backyard Babies, Black Ingvars, Blue Öyster Cult, Clawfinger, Creedence Clearwater Revisited, D-A-D, Dash Rip Rock, Freak Kitchen, Goda Grannar, Hammerfall, Håkan Hemlin, Hjalle & Heavy, Johnny Lang, Locomotive Breath, Motörhead, Mountain, John Norum, Peps Down Home Blues Band, Push, Simple Minds, Dee Snider, Sobsister, Speaker, Spiritual Beggars, Status Quo, Stratovarius, Andrew Strong

### 1999
Das Festival fand in der Zeit vom 11. bis 12. Juni 1999 statt.
Budgie, Canned Heat, Captain Beyond, Darren Wharton, Deep Purple, Dio, Entombed, Freak Kitchen, Gamma Ray, Hammerfall, Dave Hole, LA Doors, Lion’s Share, LOK, Lotus + Brian Robertson, Manowar, Mercyful Fate feat. King Diamond, Michael Schenker Group, Motörhead, The Quill, David Lee Roth, Scorpions, U.D.O.

### 2000
Das Festival fand in der Zeit vom 9. bis 11. Juni 2000 statt.
Armored Saint, Bai Bang, Bigelf, Alice Cooper, Dash Rip Rock, Demon, Dio, Edguy, Evergrey, Five Fifteen, Freak Kitchen, Goda Grannar, Dave Hole, In Flames, King Diamond, King’s X, Lynyrd Skynyrd, Yngwie Malmsteen, Frank Marino & Mahogany Rush, The Midnight Blues, Molly Hatchet, John Norum Group + Brian Robertson, Primal Fear, Running Wild, Saxon, Stratovarius, Street Legal, Union

### 2001
Das Festival fand in der Zeit vom 8. bis 9. Juni 2001 statt.
AC/DC Jam, Angel, Bigelf, Bosse, Manny Charlton Band, Dokken, Elsesphere, The Flower Kings, Freak Kitchen, Goda Grannar, Grave Digger, Hammerfall, Helloween, Hensley/Lawton Band, House of Shakira, Glenn Hughes, Lion’s Share, Lotus, Metalium, Gary Moore, Moxy, Mustasch, Nitzinger, Nocturnal Rites, Pretty Maids, Rise and Shine, Rose Tattoo, Uli Jon Roth, Dee Snider, Southern Rock Allstars, Symphony X, Talisman, Tang, U.D.O., W.A.S.P.

### 2002
Das Festival fand in der Zeit vom 7. bis 8. Juni 2002 statt.
220 Volt, Aurora, Candlemass, Cryonic Temple, Damned Nation, Destiny, Bruce Dickinson, Doc Holliday, Doro, Dream Evil, Evergrey, Five Fifteen, Freak Kitchen, Freedom Call, Freternia, Gamma Ray, Girlschool, Goda Grannar, Halford, Hanoi Rocks, Michael Katon, John Kay & Steppenwolf, Lizard, Locomotive Breath, Lost Horizon, Magnum, Manfred Mann’s Earth Band, Meldrum, Motörhead, Ted Nugent, Rage, Reclusion, Saxon, Slowgate, Snakegod, Status Quo, Steel Attack, Virgin Steele, Wolf

### 2003
Das Festival fand in der Zeit vom 6. bis 8. Juni 2003 statt.
A.C.T, Angra, Anthrax, Arch Nemesis, Axenstar, Blind Guardian, Budgie, Burning Point, Chrome Shift, Crystal Eyes, Danko Jones, Darkane, Demon, Paul Di’Anno & Killers, DragonForce, Dumper, Fairyland, Falconer, Finntroll, Ignition, Jethro Tull, Kamelot, Krokus, Locomotive Breath with Nicky Moore, Masterplan, Mörk Gryning, Motörhead, Pagan’s Mind, Peer Günt, Platitude, The Provenance, Queensrÿche, Sepultura, Sky High, Slow Train with Nicky Moore, Sonata Arctica, Spearfish with Svenne Hedlund, Squealer, Stormwind, The Storyteller, Syron Vanes, Tad Morose, Talisman, Tankard, Rob Tognoni, Turning Leaf, Twinball, Twisted Sister, Uriah Heep, Whitesnake, Wishbone Ash, Y&T, Yes

### 2004
Das Festival fand in der Zeit vom 10. bis 12. Juni 2004 statt.
Abramis Brama, April Wine, Astral Doors, Beseech, Brainstorm, Carnal Forge, Children of Bodom, Coney Hatch, Crazy Led of Mika Järvinen, D-A-D, Danger Danger, Debase, Dr. Feelgood, Eddie Meduza Tribute, Entombed, Europe, Exodus, Foghat, Grand Magus, The Haunted, Hawkwind, Heart, Helloween, Hirax, In Flames, Judas Priest, Kingdom Come, Lake of Tears, Lost Horizon, Lumsk, Magic Slim & The Teardrops, Maryslim, Memory Garden, Monster Magnet, Montrose, Narnia, Nicky Moore spielt Samson, Nifelheim, Nightwish, Opeth, Paragon, Pathos, Axel Rudi Pell, Persuader, Pink Cream 69, Raceway, Ritual, Scorpions, Slade, Spearfish, Spridda SkurarS, Sun Caged, TNT, Testament, Trading Fate, Pat Travers Band, U.D.O., UFO, Wasa Express, Y&T

### 2005
Das Festival fand in der Zeit vom 9. bis 11. Juni 2005 statt.
Accept, A.C.T, Anthrax, Sebastian Bach, Behemoth, Blackfoot, Black Label Society, Candlemass, Crucified Barbara, Crystal Eyes, Defleshed, Diamond Head, Dio, Dream Theater, Face Down, Force of Evil, Freak Kitchen, Gemini5, Goda Grannar, Sammy Hagar and the Wabos, Hammerfall, Helix, Hellfueled, Jug McKenzie, Kansas, Lana Lane, The Lizards, Magnum, Yngwie Malmsteen, Megadeth, Kim Mitchell, Morgana Lefay, Mötley Crüe, Motörhead, Mustasch, Napalm Death, Nazareth, Nightingale, Overkill, Pagan’s Mind, The Ring, Rob Rock, Sabaton, Satanic Slaughter, Savoy Brown, Saxon, Shakra, Sonata Arctica, Statetrooper, Status Quo, Styx, Symphorce, Ten 67, Therion, Thyrfing, Trettioåriga Kriget, Robin Trower, Vixen, We, Within Temptation

### 2006
Das Festival fand in der Zeit vom 8. bis 10. Juni 2006 statt.
Anvil, Arch Enemy, Baldroom Blitz, Blitzkrieg, Bonfire, Bullet, Cactus, Cathedral, Celtic Frost, Cloudscape, Alice Cooper, Crucified Barbara, Deep Purple, Def Leppard, Doro, DragonForce, Easy Action, Edguy, Emerald Monkey, Entombed, Evergrey, Extrema, Firewind, From Behind, Gamma Ray, Gehennah, Goda Grannar, Gotthard, Grave, Hardcore Superstar, Jeff Healey Band, House of Shakira, Jaded Heart, Journey, Kamelot, Krokus, Leaf Hound, Lord Belial, Metal Church, Molly Hatchet, Nasty Idols, Nevermore, Ted Nugent, Obituary, Onslaught, Overdrive, The Playboys, The Poodles, Porcupine Tree, Queensrÿche, The Quill, Raise Hell, Michael Schenker Group, The Sensational Alex Harvey Band, Sleazy Joe, Sodom, The Storyteller, The Sweet, George Thorogood & The Destroyers, Tigertailz, Treat, Neil Turbin’s Deathriders, Vanden Plas, Venom, Victory, W.A.S.P., Whitesnake, Zombinator

### 2007
Das Festival fand in der Zeit vom 6. bis 9. Juni 2007 statt.
Aerosmith, After Forever, All Ends, Amon Amarth, Anekdoten, Annihilator, The Answer, Australian Pink Floyd Show, Black Oak Arkansas, Blind Guardian, Bloodbound, Circus Maximus, Crashdïet, Dimmu Borgir, Eldritch, Falconer, Fastway, Focus, Gov't Mule, Hardcore Superstar, Heaven and Hell, Iced Earth, Korpiklaani, Kreator, Krux, Lion's Share, Marduk, McQueen, Meat Loaf, Memfis, Motörhead, Mozkovitch, Nocturnal Rites, November, Axel Rudi Pell, Randy Piper’s Animal, Point Blank, Pretty Maids, Suzi Quatro, Quiet Riot, REO Speedwagon, Scorpions mit Uli Jon Roth, Skid Row, Symphony X, Thin Lizzy, Thunder, Tiamat, Tokyo Dragons, Trouble, TWDSO, Týr, U.D.O., Vomitory, Wolf

### 2008
Das Festival fand in der Zeit vom 4. bis 7. Juni 2008 statt. Sebastian Bach und Uli Jon Roth mussten absagen.
45 Degree Woman, Ammotrack, Apocalyptica, April Divine, Archer, Astral Doors, At the Gates, Avantasia, Avatar, Axewitch, Birth Control, Black Stone Cherry, Blue Öyster Cult, The Blues Band, Boil, Bonafide, Carcass, The Citadel, Coheed and Cambria, Corroded, Dampungarna, Dare, Def Leppard, Rick Derringer, Disturbed, Eläkeläiset, Faith, Fastway, Five Fifteen, Ace Frehley, Glyder, Gotthard, Graveyard, Hanoi Rocks, Happy Pill, Havana Black, H.E.A.T, Ken Hensley, John Lawton & Live Fire, Judas Priest, Korpiklaani, Lizzy Borden, Ministry, MUCC, Mustasch, Negative, Omar & the Howlers, The Orchestra, Pain of Salvation, Picture, Poison, The Poodles, Primal Fear, Primordial, Ratt, Royal Hunt, Sabaton, Joe Satriani, Satyricon, Saxon, Shakin' Street, Sister Sin, Sonic Syndicate, Stormwarrior, Svölk, Sweet Savage, Tesla, Testament, Triumph, Vivian, Volbeat, Whitesnake

### 2009
Das Festival fand in der Zeit vom 3. bis 6. Juni 2009 statt.
Affecti Veternus, Amberian Dawn, Amon Amarth, Axident Avenue, Dan Baird, Blaze Bayley, Blackfoot, Black Tooth, Bullet, Candlemass, Chains, The Chair, Crucified Barbara, Deathstars, Demon, Dream Theater, Electric Boys, Enforcer, Europe, Flogging Molly, Forbidden, Lita Ford, Foreigner, Grand Magus, Ground Mower, Hammerfall, H.E.A.T, Heaven and Hell, Helstar, Hysterica, Immortal, Impellitteri, In Flames, Journey, Kamelot, Keld, Lujuria, Marillion, Neal Morse, Motörhead, Jon Oliva's Pain, Outlaws, Over the Rainbow, Tim Owens, Pain, Pilgrimz, Rage, Riot, Eric Sardinas, Sevendust, Seventh Wonder, Soilwork, Stormzone, Tank, Thor, Torch, Tracenine, The Tubes, Twisted Sister, Tyketto, UFO, Unleashed, Uriah Heep, Vains of Jenna, Voivod, Volbeat, Johnny Winter Band, ZZ Top

### 2010
Das Festival fand in der Zeit vom 9. bis 12. Juni 2010 statt. Aldo Nova und Ratt mussten absagen.
Aerosmith, Alestorm, Anvil, Bachman & Turner, Behemoth, Bigelf, Blackberry Smoke, Cinderella, D-A-D, Danzig, Guns n’ Roses, Billy Idol, Jorn, Magnum, Michael Monroe, Gary Moore, Mother’s Finest, Mustasch, Nazareth, Pretty Maids, Raven, Dan Reed, Sabaton, Saga, Slayer, Stone Sour, Rick Springfield, Stratovarius, Unisonic, W.A.S.P., Watain, Winger, Y&T

### 2011
Das Festival fand in der Zeit vom 8. bis 11. Juni 2011 statt.
Lee Aaron, Agent Steel, Black Label Society, Black Veil Brides, Crashdïet, The Cult, The Damned, Destruction, Electric Wizard, Fläsket Brinner, FM, Ghost, The Groundhogs, Hardcore Superstar, The Haunted, Hawkwind, Helloween, The Hooters, Jason & the Scorchers, Joan Jett & the Blackhearts, Judas Priest, Kansas, Moonspell, Mr. Big, Mustasch, Ozzy Osbourne, Overkill, Rage, Raubtier, Dan Reed Band, Rhapsody of Fire, Rhino Bucket, Mason Ruffner, Saxon, Spock’s Beard, Steelheart, Stryper, Styx, Walter Trout, Tygers of Pan Tang, Whitesnake, Rob Zombie

### 2012
Das Festival fand in der Zeit vom 8. bis 11. Juni 2012 statt.
10cc, Adrenaline Mob, Sebastian Bach, Bad Company, Blue Öyster Cult, Cannibal Corpse, Danko Jones, The Darkness, Dimmu Borgir, Edguy, Electric Boys, Entombed, Exodus, Fear Factory, Fish, The Flower Kings, Gamma Ray, Girlschool, Gotthard, Katatonia, Killing Floor, King Diamond, Lynyrd Skynyrd, Mastodon, Mötley Crüe, Motörhead, Nationalteatern, Night Ranger, Axel Rudi Pell, Rival Sons, Sabaton, Michael Schenker’s Temple of Rock, Sepultura, Skyforger, Slade, Slaughter, Soundgarden, Steel Panther, Symphony X, Twisted Sister, Ugly Kid Joe

### 2013
Das Festival fand in der Zeit vom 5. bis 8. Juni 2013 statt. Europe veröffentlichten ihren Auftritt auf der DVD Live at Sweden Rock – 30th Anniversary Show.
Accept, Amaranthe, Amon Amarth, Asia, At the Gates, Audrey Horne, Avantasia, Axxis, Backdraft, The Black Day, Black Star Riders, Bloodbound, Nicke Borg Homeland, Bullet, Candlemass, Civil War, Stacie Collins, Corroded, Crazy Lixx, Days of Jupiter, The Dead and Living, Demon, Doro, The Drake Equation, Jon English, Europe, Firewind, Five Finger Death Punch, Goda Grannar, Hardline, Heathen, Huntress, Hypocrisy, Ihsahn, Imber, Jaggernaut, Michael Katon, Kiss, Klogr, Mia Klose, Kreator, Krokus, The Last Band, Leningrad Cowboys, Leprous, The Levellers, Magic Pie, Manilla Road, Mårran, Masters of Reality, Morgana Lefay, Naglfar, Newsted, Nine Below Zero, Overworld, Paradise Lost, Martin Prahl’s Skelter Wheels, The Quireboys, Raubtier, Regal Demise, Rockklassiker All-Stars, Pugh Rogefeldt, Rush, Sahg, Satan, Saxon, The Scams, Sister Sin, Skid Row, Sonata Arctica, Spiders, Rick Springfield, Status Quo, Survivor, The Sweet, System Annihilated, Tankard, Threshold, Thunder, Devin Townsend Project, Treat, UFO, Vader, Vomitory

### 2014
Das Festival fand in der Zeit vom 4. bis 7. Juni 2014 statt. Abgesagt haben Megadeth und Phenomena.
Alter Bridge, Ammotrack, Annihilator, Arch Enemy, Asphyx, Avatarium, Robin Beck, Black Sabbath, Black Trip, Blues Pills, Bombus, Canned Heat, Cloven Hoof, Alice Cooper, Crowbar, The Crystal Caravan, Dark Angel, Death SS, Paul Di’Anno vs. Blaze Bayley, Dust Bowl Jokies, Electric Banana Band, Emperor, Five Horse Johnson, Flotsam and Jetsam, Freak Kitchen, Heaven’s Basement, Horisont, Jaguar, Kamelot feat. Alissa White-Gluz und Elize Ryd, Kings of the Sun, Kvelertak, Magnum, Masterplan, Eddie Meduza Lever, The Men They Couldn’t Hang, Monster Magnet, The Night Flight Orchestra, Ted Nugent, Powerwolf, Pretty Maids, Q5, The Rainmakers, Red Dragon Cartel, The Rods, Royal Republic, Saga, Sodom, Sólstafir, Sparzanza, Talisman, Therion, Thundermother, TNT, Transatlantic, Turisas, Uriah Heep, Volbeat, W.A.S.P., Within Temptation, Y&T, Rob Zombie, P.C.C.

### 2015
Das Festival fand in der Zeit vom 3. bis 6. Juni 2015 statt. Abgesagt haben My Dying Bride.
Abramis Brama, Airbourne, Alestorm, All That Remains, The Angels, Avatar, Backyard Babies, Battle Beast, Behemoth, Scott H. Biram, Blackberry Smoke, Bloodbath, Browsing Collection, Tony Carey, Children of Bodom, D-A-D, Dare, The Darkness, Dark Tranquillity, Deception, Def Leppard, Delain, Dokken, Egonaut, Electric Mary, Eluveitie, Jon English, Evergrey, Exciter, Exodus, Extreme, Fish, Five Finger Death Punch, Frantic Amber, Ace Frehley, Ghost, Gloryhammer, Gojira, Grave Pleasures, Steve Grimmett's Grim Reaper, Hammerfall, Hardcore Superstar, Hatebreed, HAZY/DIZZY, H.E.A.T, Hell, Dan Hylander & Orkester, Jerusalem, Judas Priest, Kaipa Da Capo, Kee Man Hawk, Lillasyster, Lucifer’s Friend, Mad Max, Maida Vale, Manfred Mann’s Earth Band, Marduk, Meshuggah, M.O.B., Molly Hatchet, Michael Monroe, Morbus Chron, Mother’s Finest, Mötley Crüe, Mustasch, Nuclear Assault, Opeth, The Order of Israfel, Carl Palmer's ELP Legacy, Portrait, The Quireboys, Refuge, Riot V, Rock Goddess, Royal Ruckus, Safemode, Samael, Seventribe, The Sirens (Anneke van Giersbergen, Liv Kristine und Kari Rueslåtten), Slash feat. Myles Kennedy & The Conspirators, Spike’s Free House, Steve ’n’ Seagulls, Torsson, Toto, Pat Travers, Wasted Shells, Wolf, Yardstones

### 2016
Das Festival fand in der Zeit vom 8. bis 11. Juni 2016 statt. Abgesagt haben Robin George & Dangerous Music.
220 Volt, Amaranthe, Anthrax, Avantasia, Dan Baird and Homemade Sin, Banditos, The Eric Bell Trio, Blind Guardian, Bonafide, Graham Bonnet, Death DTA, Demon, Diamond Head, Dirkschneider, Eclipse, Eleine, Entombed A.D., Epica, Finntroll, Lita Ford, Foreigner, Friday Night Specials, Gamma Ray, Grand Slam, Graveyard, Gun, Halestorm, Hawkwind, The Hellacopters, The Hooters, Glenn Hughes, Imperial State Electric, The Kentucky Headhunters, King Albatross, King Diamond, King Kobra, King Witch, The Kristet Utseende, L.A. Guns, Legion of the Damned, Lordi, Loudness, Mayhem, Megadeth, Monster Truck, My Dying Bride, Neon Rose, Niterain, Painted Sky, Pedalens Pagar, The Presolar Sands, Queen + Adam Lambert, Raised Fist, Dan Reed Network, Rockklassiker All-Stars, Sabaton, Saffire, Eric Sardinas and Big Motor, Satyricon, Michael Schenker Fest, Serpent, Shinedown, Sixx:A.M., Skallbank, Skitarg, Slayer, Slough Feg, Soilwork, The Struts, Symphony X, The Temperance Movement, Therapy?, Mike Tramp, Tribulation, Twilight Force, Twisted Sister, Uncle Acid & the Deadbeats, Steve Vai, Vanilla Fudge, Warner Drive, The Winery Dogs

### 2017
Das Festival fand in der Zeit vom 7. bis 10. Juni 2017 statt. Abgesagt haben Kansas und Y&T.
Aerosmith, Alter Bridge, Amorphis, Apocalyptica, Artch, Art Nation, Black Ingvars, Black Star Riders, The Brandos, Phil Campbell and the Bastard Sons, Candlemass, Carcass, Clutch, Coheed and Cambria, Stacie Collins, Corroded, Dare, The Dead Daisies, Dead Sleep, Edguy, Electric Boys, Fates Warning, Gotthard, Grand Magus, Grave Digger, Great King Rat, Hardline, The Haunted, Heavy Tiger, Helix, Ian Hunter & The Rant Band, Iced Earth, In Flames, King’s X, Kix, Knogjärn, Leading Light, Lionheart, Little Steven and the Disciples of Soul, Lost Society, Lucifer’s Friend, Merciless, Metal Church, Ministry, Motvind, Mustasch, Myrkur, Nifelheim, Nocean, Picture, Primal Fear, Primus, Ratt, Rhapsody of Fire, Rival Sons, Rockklassiker All-Stars, Running Wild, Sator, Saxon, Scorpions, Skeleton Birth, Steel Panther, Supralunar, Svartanatt, Sweden Rock Symphony Orchestra, Thunder, Thyrfing, Rob Tognoni, Treat, A Tribute to Led Zeppelin, The Unguided, Emma Varg, VA Rocks, Venom, Veonity, Voivod, Warlock, Bob Wayne & The Outlaw Carnies, Wintersun, Wishbone Ash

### 2018
Das Festival fand in der Zeit vom 6. bis 9. Juni 2018 statt. Abgesagt haben Electric Mary, Hackensack, Shooter Jennings, Pop Evil und Joe Lynn Turner.
The 69 Eyes, Astral Doors, Avatarium, Backyard Babies, Baroness, Battle Beast, Body Count, Buckcherry, Buckets Rebel Heart, Bullet, Circus Maximus, The Mick Clarke Band, Coldtears, Coven, Crashdïet, Crazy Lixx, Cyhra, The Dark Element, Dark Funeral, The Darkness, Dark Tranquillity, Destruction, Doc Holliday, Brian Downey’s Alive and Dangerous, F.K.Ü., Focus, Frontback, Gain Eleven, Gaupa, Girlschool, Graveyard, Hardcore Superstar, H.E.A.T, Hedda Hatar, Heavy Load, Helloween, Glenn Hughes, In This Moment, Inglorious, Iron Maiden, Judas Priest, Junkyard Drive, Killswitch Engage, Kreator, Lacuna Coil, Lugnet, Madam X, Meshuggah, Misery Loves Co., Nala, Nazareth, Nekrokraft, The New Roses, Nocturnal Rites, Ozzy Osbourne, Pain, Pestilence, Pist.On, Pretty Maids, Primordial, The Quill, The Quireboys, The Raven Age, Rockklassiker Allstars, Rose Tattoo, Rotting Christ, Skindred, Sky High, Slade, Spiral Skies, Steelheart, Stone Sour, Stratovarius, Suffocation, Tarja, Three Dead Fingers, Torch, Bernie Tormé, Turbonegro, Uriah Heep, Vixen, Wilmer X, Yes

### 2019
Das Festival fand in der Zeit vom 5. bis 8. Juni 2019 statt.
A.C.T, Amon Amarth, Annihilator, Arch Enemy, At the Gates, Blaze Bayley, Beast in Black, Blackberry Smoke, Ritchie Blackmore’s Rainbow, Candlemass, Zal Cleminson’s Sin Dogs, Danko Jones, Death Angel, Def Leppard, Demon, Demons & Wizards, Disturbed, Dynazty Dream Theater, FM, Gathering of Kings, Gorgoroth, Green Jellÿ, Hällas, Hammerfall, James Holkworth and the Coolbenders, Jag Panzer, Kiss, Krisiun, Krokus, Lisa Lystam Family Band, Magnum, Myrath, Jared James Nichols, The Night Flight Orchestra, Axel Rudi Pell, Powerwolf, The Quill, Uli Jon Roth, Seventh Wonder, Skid Row, Slayer, Styx, Tenacious D, Three Days Grace, Thundermother, Joe Lynn Turner, UFO, Witchfynde, ZZ Top

### 2020 und 2021
Die Festivals wurde in den Jahren 2020 und 2021 wegen der COVID-19-Pandemie abgesagt.

### 2022
Das Festival fand in der Zeit vom 8. bis 11. Juni statt.
10cc, Lee Aaron, Accept, Agonize the Serpent, Alestorm, Amaranthe, Art Nation, Artillery, Baest, Jean Beauvoir, Belphegor, Bomber, Bombus, Browsing Collection, Clawfinger, The Coffinshakers, Rosalie Cunningham, D-A-D, Death by Horse, Dirty Honey, Dropkick Murphys, Eclipse, Elden, Eleine, Eluveitie, Evergrey, Fejd, Freedom Call, Eric Gales, Grave, Guns N' Roses, The Halo Effect, Hardcore Superstar, The Hellacopters, Hexed, Honeyburst, Honeymoon Suite, Horndal, Hällas, In Flames, Kadavar, Kingdom Come, Kvelertak, Magic Pie, Mass Worship, Megadeth, Mercyful Fate, Metalite, Michael Monroe, Månegarm, Narnia, Nashville Pussy, Nationalteatern, Nestor, Night Ranger, Nightwish, Nile, Opeth, Orange Goblin, Orbit Culture, Orphaned Land, Overdrive, Praying Mantis, Rage, Raubtier, Rockklassiker Allstars, Ross the Boss, Saga, Satan Takes a Holiday, Saxon, Siena Root, Social Distortion, Sodom, Sonata Arctica, Sorcerer, Ten Years After, Tiamat, Walter Trout, Devin Townsend, Trouble, VA Rocks, Victory, Violator, Volbeat, Warner E Hodges Band, The Wildhearts, Witchcraft, Within Temptation, Wormwood

### 2023
Das Festival fand in der Zeit vom 7. bis 10. Juni statt.
1349, Abramis Brama, Airbourne, Alter Bridge, Angra, Avatar, Behemoth, Bloodbound, Blue Öyster Cult, Blues Pills, British Lion, Brutus, Phil Campbell and the Bastard Sons, Children of the Sün, Christone Kingfish Ingram, Clutch, Coney Hatch, Crowne, The Crown, Dahlia, Deathstars, Deep Purple, Def Leppard, Defleshed, Dynazty, Employed to Serve, Enforcer, Eradikated, Europe, Florence Black, Lita Ford, Ghost, Billy Gibbons and the BFGS, Gojira, Grave, Green Lung, Grimner, H.E.A.T, Hot Breath, Iron Maiden, Jinjer, Joddla med Siv, Kamelot, Chez Kane, Karmanjakah, Katatonia, Korpiklaani, Liar Thief Bandit, Mammoth WVH, Marduk, Mindless Sinner, Modesty, Monster Magnet, Mötley Crüe, Motvind, Myrath, Nakkeknaekker, Napalm Death, Die Oberherren, The Overthrone, Pantera, Perfect Plan, Powerwolf, Raised Fist, Rancid, The Raven Age, Rockklassiker Allstars, Running Cooper, Sanctrum, Sator, Self Deception, Skid Row, Skynd, Smash into Pieces, Soilwork, Spidergawd, Spiritbox, Ström, Symphony X, Testament, Thorbjörn Risager and the Black Tornado, Threshold, Thundermother, TNT, Mike Tramp, Tribulation, Tungsten, Twilight Force, U.D.O., Vended, Wig Wam, Wolfmother

### 2024
Das Festival fand in der Zeit vom 5. bis 8. Juni statt.
Alice Cooper, Avantasia, Avatarium, The Baboon Show, Battle Beast, Beast in Black, Biohazard, The Black Crowes, Black Stone Cherry, Bullet, Canned Heat, Carcass, Care of Night, Chainsaw Holiday, Cirith Ungol, The Cruel Intentions, Crypta, The Dahmers, Dampf, The Darkness, Decapitated, DeWolff, Bruce Dickinson, Dimmu Borgir, Dismember, Dream Evil, The Drippers, Ebba Bergkvist & the Flat Tire Band, Electric Boys, Electric Callboy, Eternal Evil, Evanescence, Extreme, F.K.Ü., Five Finger Death Punch, Gaupa, The Gems, Gloryhammer, Graveyard, Hammerfall, The Haunted, Heavy Load, Hellgroove, High on Fire, The Hives, Hulkoff, Humanity's Last Breath, Ice Nine Kills, Igorrr, Imminence, Iron Savior, Journey, Judas Priest, Kebnekajse, Kerry King, Richie Kotzen, Lillasyster, Lucifer, Megadeth, Michael Schenker Group, Mystic Prophecy, Nazghor, Nestor, Orden Ogan, Pain, Parkway Drive, Primal Fear, Prins Svart, Rexoria, Riot V, Rival Sons, Riverside, Rockklassiker Allstars, Satyricon, Scarlet, Skraeckoedlan, Slaughter to Prevail, The Southern River Band, Spiders, Steel Panther, Svarta Sanningar, Swedish Erotica Talisman - A Tribute to Marcel Jacob, Thy Art Is Murder, Treat, Truckfighters, Tyketto, Týr, Velveteen Queen, Vicious Rumors, Vltimas, W.A.S.P., We Are to Blame, Winger, Xion, Zeal & Ardor

### 2025
Das Festival fand in der Zeit vom 4. bis 7. Juni statt.
802, Abbath, Alien, Apocalyptica, Aviana, Battering Ram, Black Country Communion, Blind Guardian, Bloodstain, Bombus, Bror Gunnar Jansson & Nameless Fear, Brothers of Metal, Cattle Decapitation, Crimson Glory, Crucified Barbara, D-A-D, Dark Tranquillity, Donnatellus, Danko Jones, Doro, Dragonfire, Dream Theater, Eagles of Death Metal, Exodus, Samantha Fish, Fredlös, The Ghost Inside, The Good The Bad and the Zugly, Goodnight Greatness, Guenna, Hardline, The Headlines, Huggorm, Jinjer, Joddla med Siv, Myles Kennedy, King Diamond, Knogjärn, Korn, Kreator, The Mercury Riots, Meshuggah, Metalite, The Mind Palace, Myrkur, Nephila, The Night Flight Orchestra, Nothing More, Old Man’s Child, Opeth, Orbit Culture, Pretty Maids, Remedy, Royal Republic,  Running Wild, Sabaton, Sabïre, Sarcator, Scorpions, Sex Pistols feat. Frank Carter, Signs of the Swarm, Skillet, Slipknot, Slomosa, Soen, Stryper, Transport League, Tryin' Within, Turbonegro, Unfound Reliance, Adrian Vandenberg, Vola, The Warning, Wind Rose, Within Temptation